# Будівля криворізької загальноосвітньої школи №26

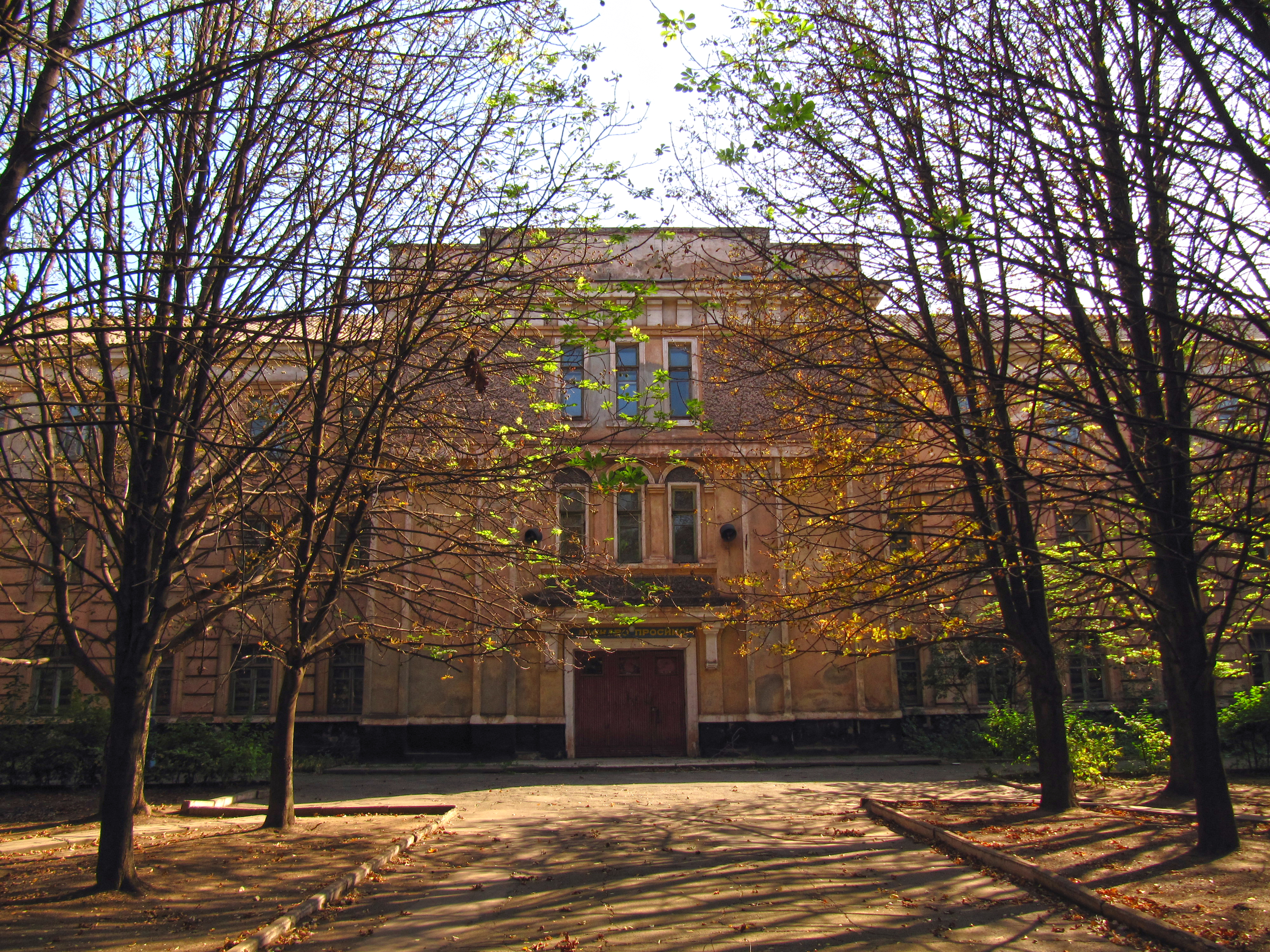

Будівля школи, в якій навчався комсомолець-підпільник І.М. Демиденко взята на облік в 1970 р. Пам’ятка знаходиться в Саксаганському районі міста Кривий Ріг по вул. Демиденка, 12.

## Передісторія
В травні 1936 року було завершено будівництво нового навчального закладу – середньої школи № 26. Випускники школи 1941 р. брали участь у Другій Світовій війні. В червні – липні 1941 р. у приміщенні школи знаходився госпіталь. Споруда була вщент зруйнована під час окупації. Відбудована після визволення Кривого Рогу. 
В 1967 р. встановлено меморіальну дошку з білого мармуру на фасаді КЗШ № 26 відповідно до Постанови Міськвиконкому від 05.02.1965 р. №13/390.
Відповідно до рішення Дніпропетровського облвиконкому від 08.08.1970 р. № 618 будівлю школи було взято на облік (№ 1699). 
В 1971 р. у будівлі діяла Криворізька середня загальноосвітня трудова політехнічна школа з виробничим навчанням № 26 за адресою: вулиця Демиденко, 7. 
У другій половині 1970-х рр. споруджена нова будівля по вул. Якіра (суч. Володимира Бизова) у Дзержинському районі (суч. Металургійному). 
У 1984 р. в приміщенні споруди розміщувався навчально-виробничий комбінат за адресою: вулиця Демиденко, 12, Саксаганський район.

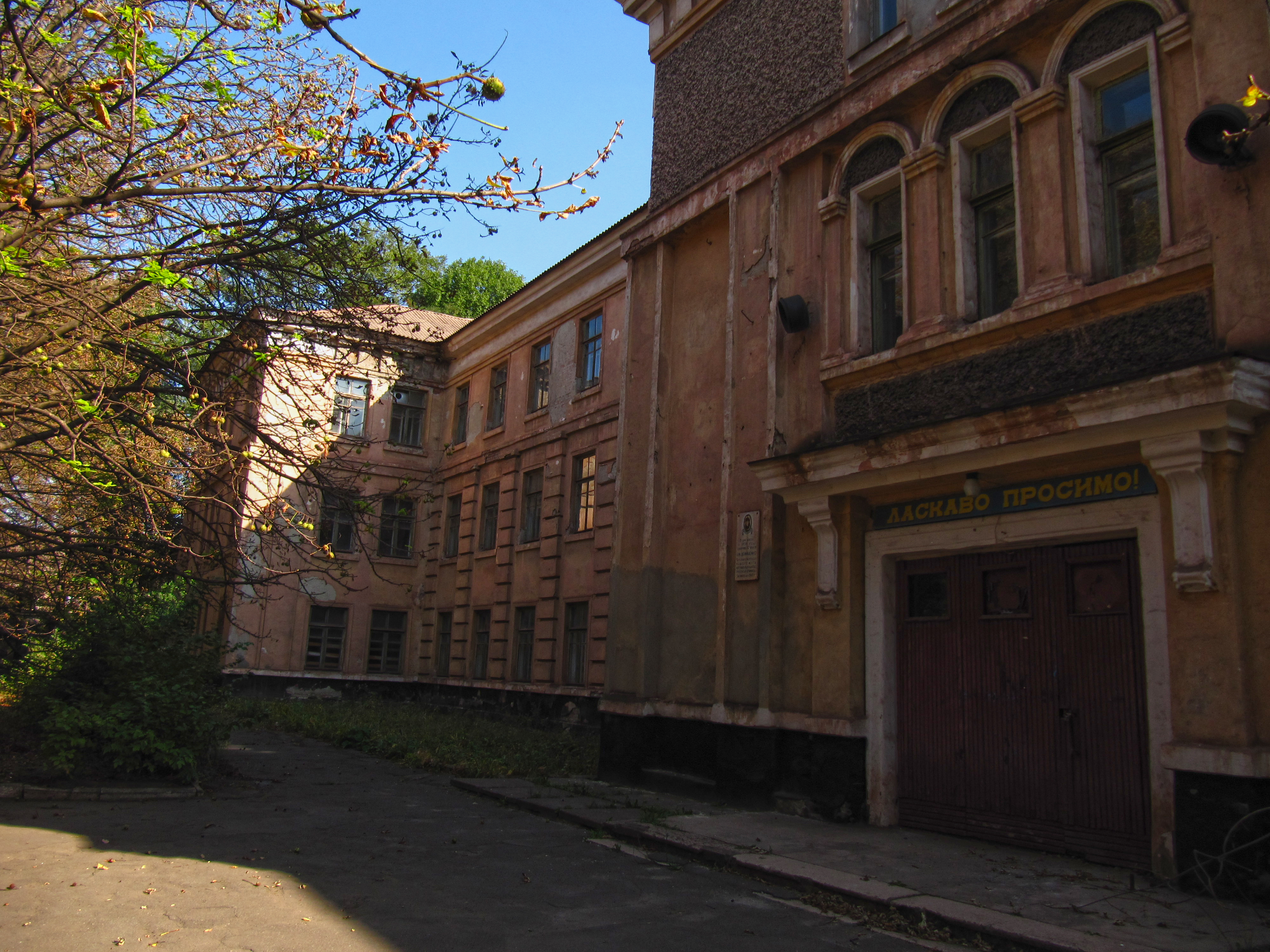

Демиденко Іван Митрофанович (1921-1943), народився у Кривому Розі у 1921 р., закінчив СШ № 26 у 1939 р. Навчався в Київському університеті. У складі танкових частин брав участь у прикордонних боях. Важкопораненим повернувся до Кривого Рогу. З початком окупації Кривого Рогу створив і очолив підпільну групу «Дзержинець». Організатор випуску листівок, лісового госпіталю, диверсій на залізниці. Врятував значну кількість людей від вивезення до Німеччини. Готував збройне повстання. Загинув у сутичці з поліцією при захисті конспіративної квартири 8 листопада 1943 р. Похований у парку біля палацу культури «Саксагань», в братської могилі (пам’ятка № 1674). Його ім’ям названа вулиця в Кривому Розі. Нагороджений медаллю «За відвагу».

## Пам’ятка
Будівля школи збудована в 1936 р. Триповерхова розмірами 58,7х14,0 м, висотою 14 м, вкрита шифером. Станом на серпень 2017 року як школа чи жиле приміщення не використовується. Меморіальна дошка розташована на зовнішній стіні біля центрального входу до приміщення колишньої школи. Матеріал – білий мармур, розміри 0,8х0,4 м, товщина 3 см. Прикріплена до стіни чотирма залізними болтами по кутах через наскрізні отвори. У верхній частині дошки в овальній рамці – чорно-білий портрет І. М. Демиденка у військовій формі (гімнастерці та кашкеті). Фото на металевій пластині. Під портретом вигравірувано контури стрічки зі звисаючими кінцями. Нижче викарбувано надпис у 9 рядків українською мовою великими та маленькими літерами: «В цій школі / в 1939 році / закінчив 10 класів / І. М. Демиденко. / В роки окупації / нашого міста / керував підпільною / групою «Дзержинець». / Загинув 8/ХІ-1943 р.». Овал навколо портрету, контури стрічки і букв зафарбовано в сірий колір. 